# Rejsen (film fra 2005)
|  | Denne artikel er oprettet af botten Steenthbot ud fra en ekstern database. Den kan derfor have sproglige fejl eller mangler. Denne skabelon kan fjernes efter kontrol af indholdet. |

 For alternative betydninger, se Rejsen. (Se også artikler, som begynder med Rejsen)
Rejsen er en dansk kortfilm fra 2005 instrueret af Daniel Kragh-Jacobsen og efter manuskript af Rasmus Elvers og Simon Starski.

## Medvirkende
- Tenja Poulsen
- Linus Nilsson
- Daniel Staley